# Mandala Sari (Mataram Baru)
Mandala Sari is een bestuurslaag in het regentschap Lampung Timur van de provincie Lampung, Indonesië. Mandala Sari telt 2055 inwoners (volkstelling 2010).